# Abass Lawal
Abass Lawal (Ibadan, 13 settembre 1980) è un allenatore di calcio ed ex calciatore nigeriano, di ruolo attaccante.